# Eustache V du Rœulx
Eustache V du Rœulx (° ? - † 1288), pair de la terre du Rœulx et de Trith, est cité dans de nombreux actes. En 1235, il est nommé arbitre par la comtesse Jeanne de Constantinople pour régler le différend entre les chanoines de Cambrai et Gérard de Bussignies. Un Rigaus du Reux participe au tournoi de Compiègne en 1238. Eustache V fait hommage au comte de Namur et est donc à son service en cas de conflit. 

## Généalogie
Eustache V épouse, en premières noces, Philippine d'Antoing, fille de Michel, seigneur de Hornes, et, en secondes noces, Agnès, fille et héritière de Gilles III de Trazegnies. Par ce mariage, le couple domina tout le Hainaut septentrional, car les sires du Rœulx étaient immensément riches. Eustache était fils d’un autre Eustache et de Marie, dame de Trith. Il était veuf de Philippote d’Antoing dite de Harnes.
Le seul fils du couple, Eustache VI, mourra sans héritier en 1288.
De ce fait, les biens des Trazegnies reviendront à Othon IV de Trazegnies qui devient ainsi le fondateur de la branche cadette.
```
Othon IV
 † v. 
1300
 ép. Jeanne d'Awans
   |

Gilles IV
[
2
]
 † 
11 mars 1317
 ép. Philippine de Limal
   |

Jean I
er
 † 
1336
 ép. Jeanne de Marbais
   |

Othon VI
[
3
]
 † v. 
1384
 ép. 1) Catherine de Hellebecque
   |                    2) Isabelle de Chatillon

Anselme I
er
 † 
1418
 ép. Mahaut de Lalaing
   |

Anne
 ép. 
Arnould de Hamal

   |

Anselme II de Trazegnies
```